# Technical Education and Skills Development Authority
La Technical Education and Skills Development Authority (en philippin : Pangasiwaan sa Edukasyong Teknikal at Pagpapaunlad ng Kasanayan, en français : Autorité de l'enseignement technique et du développement des compétences) ou TESDA est une agence gouvernementale des Philippines compétente en matière d'enseignement et de formation professionnels techniques.
La TESDA est chargée à la fois de gérer et de superviser l'enseignement technique et le développement des compétences des Philippines. Ses objectifs sont de développer la main-d'œuvre philippine avec "une compétence de niveau international et des valeurs professionnelles de premier ordre" et de fournir un développement technique et éducatif et des compétences de qualité à travers sa direction, ses politiques et ses programmes.

## Programmes et services

### TVET: Enseignement et formation techniques et professionnels

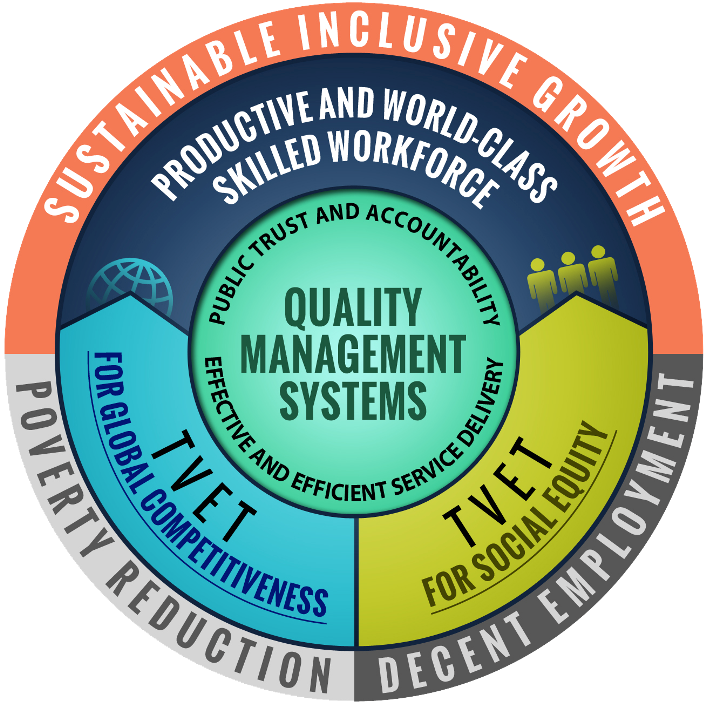
Diagramme de TESDA décrivant le programme TVET comme une "stratégie à deux volets" contre la pauvreté et le chômage.

L'UNESCO définit l'enseignement et la formation techniques et professionnels, en anglais :  Technical-Vocational Education and Training (TVET), comme le processus d'enseignement ou de formation qui implique, en plus de l'enseignement général, l'étude des technologies et des sciences connexes et l'acquisition de compétences pratiques propres à divers secteurs de la vie économique et sociale qui comprennent des approches formelles (programmes organisés dans le cadre du système scolaire) et non formelles (programmes organisés en dehors du système scolaire.
TESDA a pour mandat de dispenser un enseignement et une formation professionnels techniques (TVET) aux Philippines. Le programme TVET offre des possibilités d'éducation et de formation aux étudiants en préparation à l'emploi. Il est également offert aux professionnels qui cherchent à améliorer ou à développer de nouvelles compétences pour améliorer l'employabilité dans les domaines choisis.

#### Systèmes de formation
Le TVET est divisé en deux principaux systèmes : le système formel et le système non formel. Le système formel est un enseignement technique post-secondaire de six mois à trois ans qui permet à un étudiant ou à un stagiaire d'obtenir un certificat dans un domaine spécialisé. Les programmes du système formel sont dispensés par des écoles professionnelles et techniques privées et publiques. Le système non formel, en revanche, consiste en une variété de programmes à court terme pouvant durer jusqu'à six mois.

#### Bénéficiaires
Les bénéficiaires du TVET sont principalement des diplômés du secondaire, de décrocheurs du secondaire et de diplômés du premier cycle souhaitant acquérir les compétences nécessaires dans divers secteurs.

### Programmes de formation
TESDA propose des programmes de formation directe qui sont divisés en quatre modalités de formation distinctes: programmes en milieu scolaire, programmes en centre, programmes en communauté et programmes en entreprise.

### Bourses
Ce sont des programmes créés pour apporter une aide et une assistance financière aux inscrits et stagiaires du TVET.

#### Aide financière aux études privées (PESFA)
La Private Education Student Financial Assistance (PESFA) est créée en vertu de l'article 8 de la loi de la République n° 8545.

#### Bourse de formation pour le travail (TWSP)
Lancée en mai 2006 par le bureau du président, la bourse de formation pour le travail (Training for Work Scholarship TWSP) vise à apporter des solutions au manque de compétences dans certains secteurs.

#### Budgétisation ascendante (BUB)
Le programme vise à accroître l'accès à la prestation de services locaux en tenant compte des besoins de développement des municipalités grâce à un processus de planification budgétaire axé sur les demandes. Il vise également à renforcer la responsabilité du gouvernement dans les services publics. Les agences participantes sont censées assurer la mise en œuvre des priorités par le biais des processus de planification et de budgétisation du BuB (Bottom-up Budgeting).

#### Programme de formation spéciale pour l'emploi (STEP)
Le programme spécial de formation pour l'emploi (Special Training for Employment Program STEP) se concentre sur les compétences spécifiques dont les communautés ont besoin pour promouvoir l'emploi. Ceux qui participent à ce programme reçoivent gratuitement une formation, des évaluations de compétences, des outils et une allocation de formation d'une valeur de soixante pesos par jour pendant la période de formation.